# Tomasz Oborski
Tomasz Oborski herbu Pierzchała (ur. ok. 1571, zm. 3 lipca 1645), biskup pomocniczy krakowski w latach 1614–1645.
Studiował w Akademii Krakowskiej i w Rzymie, gdzie w 1603 uzyskał tytuł doktora obojga praw. W 1590 został kanonikiem krakowskim. Jako wysłannik kapituły reprezentował ją na sejmikach, sejmach i synodach. Był współpracownikiem 6 kolejnych biskupów krakowskich. Jako administrator diecezji wizytował parafie, wyświęcił 2 tysiące nowych duszpasterzy, konsekrował 143 nowe kaplice i kościoły, jak i te gruntownie przebudowane tak jak Kościół Wszystkich Świętych w Rudawie. W Krakowie były to między innymi: Kościół św. Tomasza, kościół i klasztor Dominikanek na Gródku, św. Norberta oraz klasztor Kamedułów na Bielanach.
W 1636 został prowizorem seminarium duchownego w Krakowie, a dwa lata później komisarzem szpitali krakowskich. Był współzałożycielem zakładu leczniczego bonifratrów przy kościele św. Urszuli.
W 1640 odmówił przyjęcia biskupstwa chełmskiego i opactwa mogilskiego. Administrował kopalniami miedzi i ołowiu w kieleckim należącymi do diecezji krakowskiej, a w 1645 asystował przy podniesieniu z grobu relikwii Wincentego Kadłubka w Jędrzejowie.
Tomasz Oborski zmarł według źródeł kościelnych w opinii świętości. Pochowany został w katedrze wawelskiej, gdzie bratanek Mikołaj Oborski także biskup pomocniczy krakowski wystawił stryjowi pomnik z portretem i epitafium. W skarbcu katedralnym do dziś przechowywana jest monstrancja fundacji biskupa Oborskiego. W 1664 ukazała się biografia biskupa zatytułowana: Virtutes Thomae Oborski.